# Белжа
Белжа (слч. Belža) насељено је мјесто са административним статусом сеоске општине (слч. obec) у округу Кошице-околина, у Кошичком крају, Словачка Република.

## Становништво
| Година:    | 1994. | 2004.  | 2014.    | 2024.   |
| ---------- | ----- | ------ | -------- | ------- |
| Број људи: | 375   | 357    | 411      | 442     |
| Разлика:   |       | -4,8 % | +15,12 % | +7,54 % |

| Година:    | 2023. | 2024.   |
| ---------- | ----- | ------- |
| Број људи: | 446   | 442     |
| Разлика:   |       | -0,89 % |

Према подацима о броју становника из 2011. године насеље је имало 384 становника.